# Édouard-Charles Brongniart
Pour les autres membres de la famille, voir Famille Brongniart.
Pour les articles homonymes, voir Brongniart (homonymie).
Pour les autres membres de la famille, voir Famille Brongniart.
Édouard-Charles Brongniart, né le 23 décembre 1830 à Paris et mort le 6 novembre 1903 à Bézu-Saint-Éloi, est un peintre français.

## Biographie
Édouard-Charles-Franklin Brongniart est le fils de Adolphe Brongniart et de Françoise Agathe Boitel.
Bachelier ès lettres en 1848, il expose au Salon où il reçoit une mention honorable en 1861.
Il est inspecteur de l'enseignement du dessin dans les écoles de la ville de Paris.
En 1857, il épouse Catherine Simonis-Empis. Leur fils Charles Jules Edmée Brongniart (1859-1899) deviendra entomologiste et paléontologue.
Il meurt le 6 novembre 1903 à l'âge de 73 ans. Il est inhumé au cimetière du Père-Lachaise (Division 20), à Paris..

## Distinctions
- Officier d'académie (1867)
- Officier de l'Instruction publique (1878)
- Chevalier de la Légion d'honneur (1896)[3].